# NGC 4860
NGC 4860 (również PGC 44539) – galaktyka eliptyczna (E2), znajdująca się w gwiazdozbiorze Warkocza Bereniki. Odkrył ją 21 kwietnia 1865 roku Heinrich Louis d’Arrest. NGC 4860 należy do gromady galaktyk Abell 1656 nazywanej Gromadą Warkocza Bereniki. Na ziemskim niebie widoczna w pobliżu galaktyki spiralnej NGC 4858, jednak w rzeczywistości galaktyki te leżą daleko od siebie i nie są ze sobą fizycznie związane.